# 森湖 (亞利桑那州)
森湖（英語：Sun Lakes）是位於美國亞利桑那州馬里科帕縣的一個人口普查指定地區。根據2010年美國人口普查，該地人口為13975人，而該地的面積約為13.90平方千米。

## 地理
森湖的座標為33°12′53″N 111°52′12″W / 33.21472°N 111.87000°W，而該地最高點為海拔高度364米（即1194英尺）。